# جایزه ایکس‌آرسی‌او
جایزه ایکس‌آرسی‌او (انگلیسی: XRCO Award) یک جایزه آمریکایی در حمایت از صنعت پورن است. این جایزه به افرادی که در زمینهٔ سرگرمی‌های بزرگسالان فعالیت می‌کنند داده می‌شود. این جشنواره از سال ۱۹۸۵ تاکنون برگزار می‌شود و مکان آن در شهر لس آنجلس است. این جایزه را با عنوان جایزه اسکار صنعت سکس می‌شناسند.